# 約瑟夫 (可薩)
約瑟夫·本·阿倫（Joseph ben Aaron；？—？），可薩汗國統治者，950－960年在位。
他是國王阿倫二世之子，而他的妻子是阿蘭王國國王的女兒。
約瑟夫是可汗還是汗伯克是有爭議的，他描述了他領導可薩汗國軍隊，這似乎暗示汗伯克的作用，由於他沒再提及可汗，汗國此時可能已放棄了傳統的雙王制。
他同時也積極尋求接觸散居在其他地方的猶太人，他回覆了西班牙科爾多瓦拉比哈斯代·伊本·沙普魯的來信，並邀請他來汗國居住。
約瑟夫統治時期基輔羅斯和佩切涅格人經常入侵汗國，也與拜占庭在克里米亞有零星的戰鬥。他報告說，他與圍繞里海的穆斯林國家結盟抵抗羅斯人入侵。
他最終命運是個未知數，由於他回字給哈斯代不久後斯维亚托斯拉夫·伊戈列维奇入侵(967或969)，他可能是汗國崩潰時的統治者。